# Kansas City (Kansas)
Kansas City város az USA Kansas államában, Wyandotte megyében, melynek megyeszékhelye is. Lakosainak száma 156 607 fő (2020. április 1.). A településen található a BNSF Railway egyik rendezőpályaudvara.

## Népesség
A település népességének változása:
| Lakosok száma | 145 786 | 152 960 | 156 607 |
|               | 2010    | 2019    | 2020    |

## Érdekességek
Az Első transzkontinentális vasútvonal tervezésénél felmerült, hogy ez a település lesz a vonal keleti végállomása.